# Blackadder: The Cavalier Years
Blackadder's Christmas Carol este un episod special de 15 minute al seriei de filme Blackadder, a cărui acțiune se petrece în timpul Războiului Civil Englez (1642-1651). Filmul a fost produs de BBC, fiind difuzat în premieră de postul BBC One ca parte a spectacolului Red Nose Day din ziua de vineri, 5 februarie 1988. În acest episod joacă obișnuiții actori Rowan Atkinson ca Sir Edmund Blackadder, Tony Robinson ca Baldrick și Stephen Fry ca Regele Carol I. Warren Clarke este un invitat de onoare în rolul lui Oliver Cromwell. Fry și-a inspirat interpretarea sa a regelui Charles din actualul Charles, Prinț de Wales. El este situat, din punct de vedere cronologic, între a doua și a treia serie a serialului, deși a fost produs după ce a fost difuzată seria a treia. Bucătăria este o recreare a camerei servitorilor din seria a treia a serialului.

## Subiect
Episodul începe în noiembrie 1648. Regele Carol I al Angliei, Scoției și Irlandei a pierdut deja Războiul Civil. Doar doi oameni i-au mai rămas credincioși: Sir Edmund Blackadder (Rowan Atkinson), singurul descendent al istoricei dinastii Blackadder, și slujitorul său, Baldrick (Tony Robinson). Ei i-au oferit regelui un refugiu la Blackadder Hall, unde acesta se ascunde într-un tufiș de mărăcini, fiind asigurat că este la fel de probabil să fie prins "precum o vulpe vânată de o ceată de broaște țestoase cu un singur picior". Sir Edmund rămâne loial, deoarece în calitate de regalist cunoscut el vede supraviețuirea regelui ca singura sa speranță de supraviețuire. El se teme, de asemenea, de răspândirea puritanismului, plin de interdicții morale (după descrierea sa, puritanii vor "închide toate teatrele, vor decide că batistele de dantelă pentru bărbați sunt ilegale și eu nu voi putea găsi o față prietenoasă cu care să stau în Boulogne!"). În timpul scurtei absențe a lui Sir Edmund ieșit pentru a-și satisface necesitățile fiziologice, Oliver Cromwell (Warren Clarke) ajunge la Blackadder Hall, însoțit de câțiva Roundheads - susținători ai Parlamentului Angliei. Baldrick încearcă să nege faptul că el cunoaște locul unde se află regele, dar se dă de gol atunci când îi cere ulterior lui Cromwell să lase jos o ceașcă, "deoarece este a regelui".
A doua scenă are loc în Turnul Londrei, două săptămâni mai târziu. Rugăciunile regelui Carol sunt întrerupte de două vizite. Prima este cea a lui Cromwell care-l avertizează că va fi condamnat la moarte, iar a doua este a lui Sir Edmund, deghizat în preot. El îl informează pe rege că plănuiește evadarea sa. În timp ce Sir Edmund este încă acolo, regele primește vestea că a fost condamnat la moarte. (Aceasta se petrece la sfârșitul lui noiembrie sau la începutul lui decembrie a anului 1648 după cum reiese din acest episod, deși din punct de vedere istoric sentința de condamnare la moarte a fost pronunțată la 27 ianuarie 1649.)
În ziua de 30 ianuarie 1649, când trebuia să aibă loc execuția regelui Carol, acesta este vizitat iarăși de Sir Edmund. Deși planurile pentru o evadare nu s-au materializat, el îl informează pe rege că mai sunt speranțe. Parlamentul nu reușise să găsească pe nimeni care să vrea să fie călăul regelui. Carol, mai degrabă filozofic, afirmă că aceasta este o ocazie pentru fi promovați unii tineri, dar pe de altă parte "E o chestie de echilibru, nu-i așa? Ca și multe alte lucruri" (Carol, interpretat de Stephen Fry, este o parodie a omonimului său modern Prinț de Wales). Sir Edmund îl asigură pe Carol că nimeni nu ar îndrăzni să devină călăul regelui. Imediat ce spune asta, regele primește vestea că s-a găsit un om care a acceptat să fie călăul său.
Întors la Blackadder Hall, Baldrick cântă fericit în timp ce Sir Edmund afirmă că viața sa este ruinată. În timp ce Baldrick îl informează că a primit o slujbă, Sir Edmund se miră cine ar putea fi atât de lipsit de inimă și de suflet, atât de josnic și de degradat înctâ să accepte slujba de a-l decapita pe regele Angliei. După ce spune aceste cuvinte, el îl întreabă pe Baldrick, care admite că el a fost cel care a acceptat această slujbă. (Din punct de vedere istoric, călăul regelului Carol a fost Richard Brandon.) Baldrick îi explică înfuriatului Blackadder că el are un plan viclean pentru a-l salva pe rege. El îi arată lui Sir Edmund un dovleac imens, pictat parțial pentru a reprezenta o față umană. El intenționează să-l așeze pe capul regelui și să-l taie pe acesta, în locul capului. Sir Edmund respinge planul, deoarece Baldrick va trebui să țină capul monarhului în fața mulțimii, și critică stupiditatea lui Baldrick ("Capul tău este la fel de gol ca și izmenele unui eunuc"). Baldrick, deși întristat, spune că cel puțin banii, cei 1.000 de lire sterline, sunt buni. La acest argument, lăcomia lui Sir Edmund se trezește și el îi ia banii lui Baldrick, anunțând că va fi el călăul, spunând că este nevoie de cineva care să aibă un topor și să taie capul dintr-o singură lovitură. (De la acest moment, Sir Edmund, care și-a arătat până atunci o urmă de conștiință necaracteristică, începe să se comporte ca un Blackadder tipic.)
A doua zi era programată ca zi a execuției. Regele Carol este lăsat singur timp de câteva minute cu călăul său (Sir Edmund acoperit cu o glugă și vorbind cu o voce falsă). Sir Edmund profită de aceste minute pentru a-i lua regelui ceea ce-i mai rămăsese din avere: totuși, regele îl recunoaște în cele din urmă, dar greșește intențiile lui Blackadder și-l felicită pentru că a încercat să-l salveze, chiar în ultimul minut, înainte de a-i oferi custodia fiului său sugar, regele de mai târziu Carol al II-lea al Angliei, Scoției și Irlandei. (Din punct de vedere istoric, el avea 19 ani la data morții tatălui său.) Deoarece el nu-i poate explica regelui trădarea sa, Sir Edmund se panichează și utilizează planul pe care-l sugerase anterior Baldrick. Camera de filmat se concentrează apoi asupra Baldrick, care ascultă zgomotele de la locul execuției. Sir Edmund ridică dovleacul și proclamă că "Aceasta este capul unui trădător". Destul de previzibil, mulțimea îi răspunde: "Nu, nu este! Acesta este un dovleac imens, cu o mustață patetică desenată pe el!". Sir Edmund își cere scuze și spune că va încerca din nou. Baldrick continuă să asculte cum Sir Edmund Blackadder îl decapitează pe regele Carol I și mulțimea ovaționează.
În ultima scenă, Sir Edmund și Baldrick s-au întors la Blackadder Hall. Un Blackadder dezgustat îl leagănă pe copilul Carol în brațele sale. Baldrick încearcă să-l consoleze spunând că cel puțin a încercat și că acum viitorul monarhiei britanice se află adormit în brațele lui, în persoana prințului sugar. El îi sugerează stăpânului său că ar trebui să fugă în Franța, deoarece, fiind un monarhist cunoscut, este în pericol de a fi arestat de către Roundheads și decapitat. Sir Edmund, care se pare că a uitat că este în pericol, se ridică imediat de la locul său, gata să ia măsuri. Dar este prea târziu; Roundheads sunt deja la ușile casei sale și-i cer să se predea. Sir Edmund îi explică lui Baldrick că nu există nici o alegere pentru un om de onoare, ci el trebuie să stea și să lupte, murind în apărarea viitorului său suveran. Totuși, ca un Blackadder, el nu a fost niciodată un om de onoare. Dându-i prințul lui Baldrick, el își dă jos părul lung și negru (care a fost aparent o perucă), mustața și barba falsă, pentru a scoate la iveală un Roundhead cu părul scurt și blond și o față proaspăt bărbierită. El este astfel de nerecunoscut, atunci când un Roundhead intră în cameră, și-l denunță pe Baldrick ca un "gunoi "regalist". Episodul se încheie cu un nefericit Baldrick, care-l ține încă în brațe pe prinț, fiind abordat de un Roundhead, cu sabia scoasă.

## Distribuție
- Rowan Atkinson - Sir Edmund Blackadder
- Tony Robinson - Baldrick
- Stephen Fry - Regele Carol I al Angliei
- Warren Clarke - Oliver Cromwell
- Blackadder: The Cavalier Years pe Internet Movie Database</ Blackadder: The Cavalier Years] la Internet Movie Database